# Lanco (azienda)
La Langendorf Watch Company SA', abbreviata in Lanco è un’azienda Svizzera produttrice di orologi facente parte del gruppo Swatch, che venne fondata nel 1873 dal colonnello Colonel Johann Viktor Kottmann (1822–1881) a Langendorf, cittadina svizzera.

## Storia

### La fondazione e i primi decenni
La produzione di movimenti per conto terzi inizia nel 1873 dalla riconversione di un impianto rilevato. Nel 1880 l'azienda sfiorò il fallimento per problemi di gestione delle maestranze, spesso dedite all'alcolismo. Dopo la riorganizzazione si espanse fino ai 1500 operai del 1916. Attorno agli anni Venti/Trenta viene presentato il movimento Langendorf 16, un calibro solo tempo di piccole dimensioni da montare nei segnatempo da polso: sarà il primo di una lunga serie di meccanismi realizzati in-house dall'azienda.

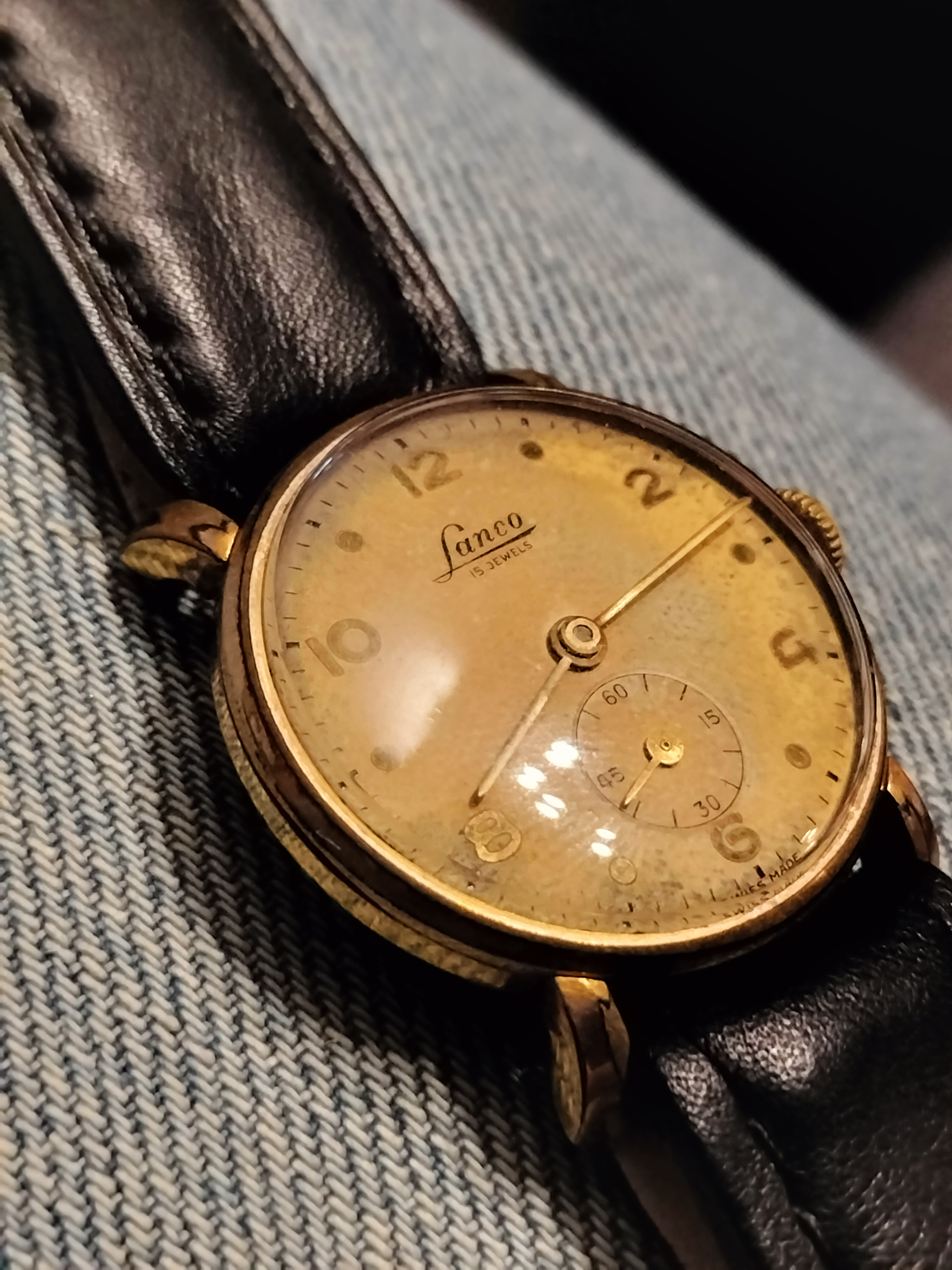
Lanco dress watch, anni '40

### Il grande successo degli anni Cinquanta del Novecento: il Lanco Mod. 11

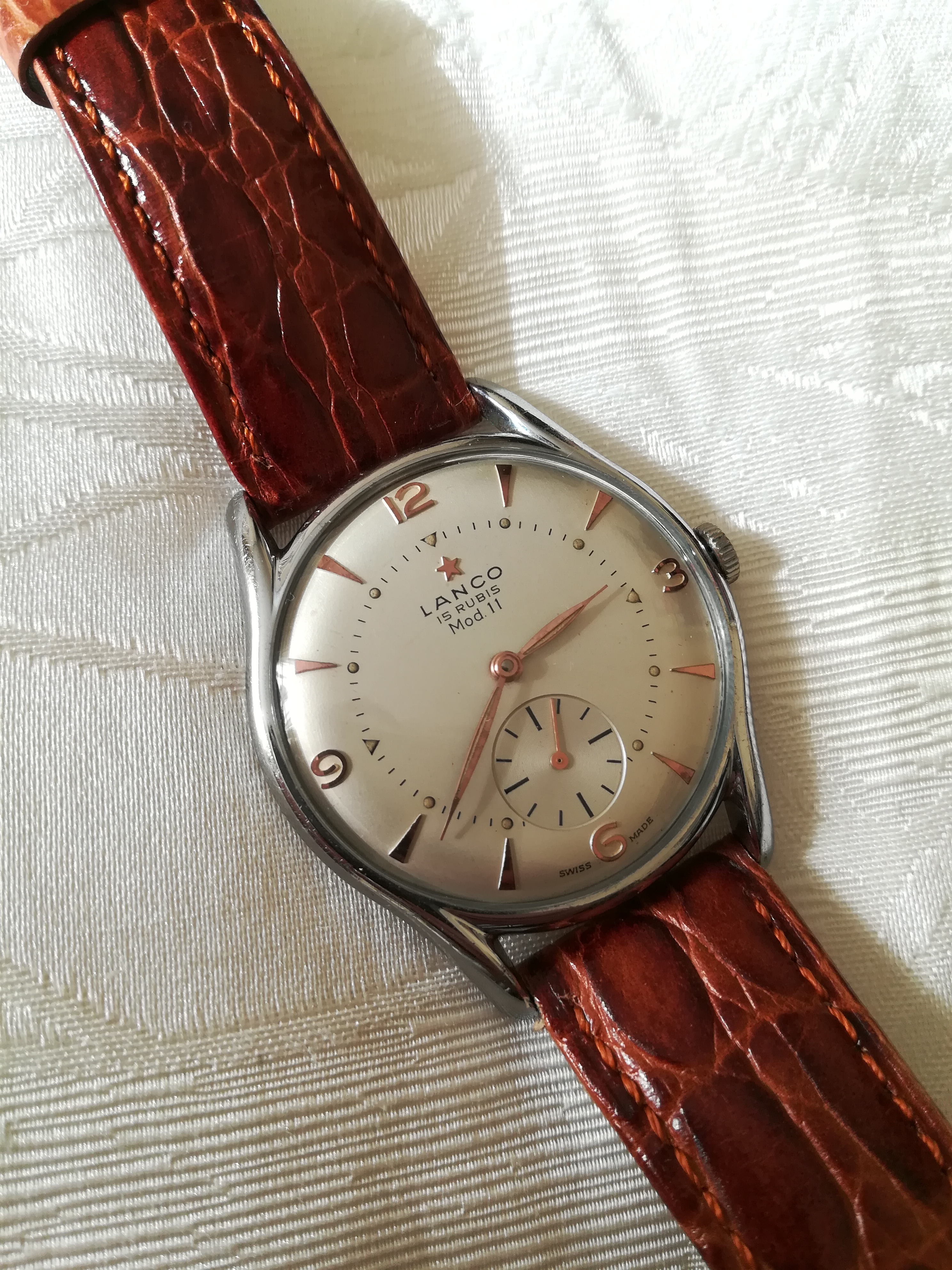
Lanco Mod. 11, prima metà anni '50

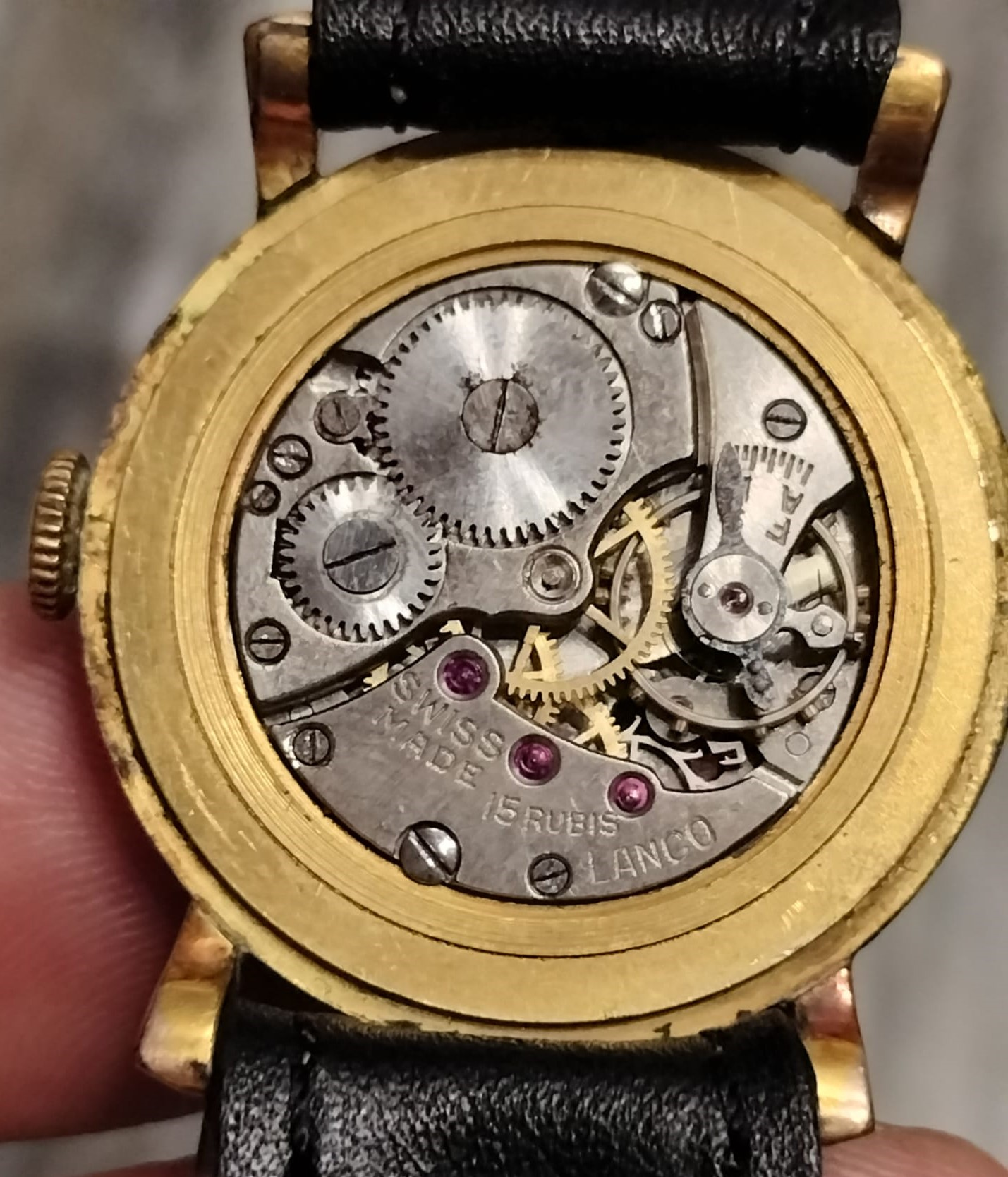
Calibro Langendorf 1222 risalente a metà anni Quaranta

La Maison si propone, nel Novecento, come un’importante manifattura che realizza validi segnatempo, compresi i movimenti. Già negli anni ’30 si trovano alcuni segnatempo tipici, come quelli appositamente progettati per l’aviazione militare, e alcuni salterelli, ma è negli anni ’50 in cui la casa vive il suo periodo d’oro: dopo aver prodotto orologi e movimenti di forma, o con quadrante settoriale, l'orologio di punta della casa è il Lanco Mod. 11, realizzato in versione standard e “deluxe”: si tratta di un solo tempo dal prezzo concorrenziale che, unitamente alla qualità offerta, ne decretano il successo: una pubblicità degli anni ‘50, infatti, riportava che venisse venduto un Lanco ogni 5 minuti.
Per tutto il periodo della produzione di questo modello, che inizia a metà anni ’40, l’orologio ha mantenuto un alto standard qualitativo: la cassa è in metallo cromato, da 37 mm (misura più grande della media dell’epoca), e su alcuni modelli di metà anni ‘50 troviamo anche il fondello svasato, logato e referenziato, che rende l’orologio nel suo complesso ancora più sottile: ben al di sotto del cm di spessore.

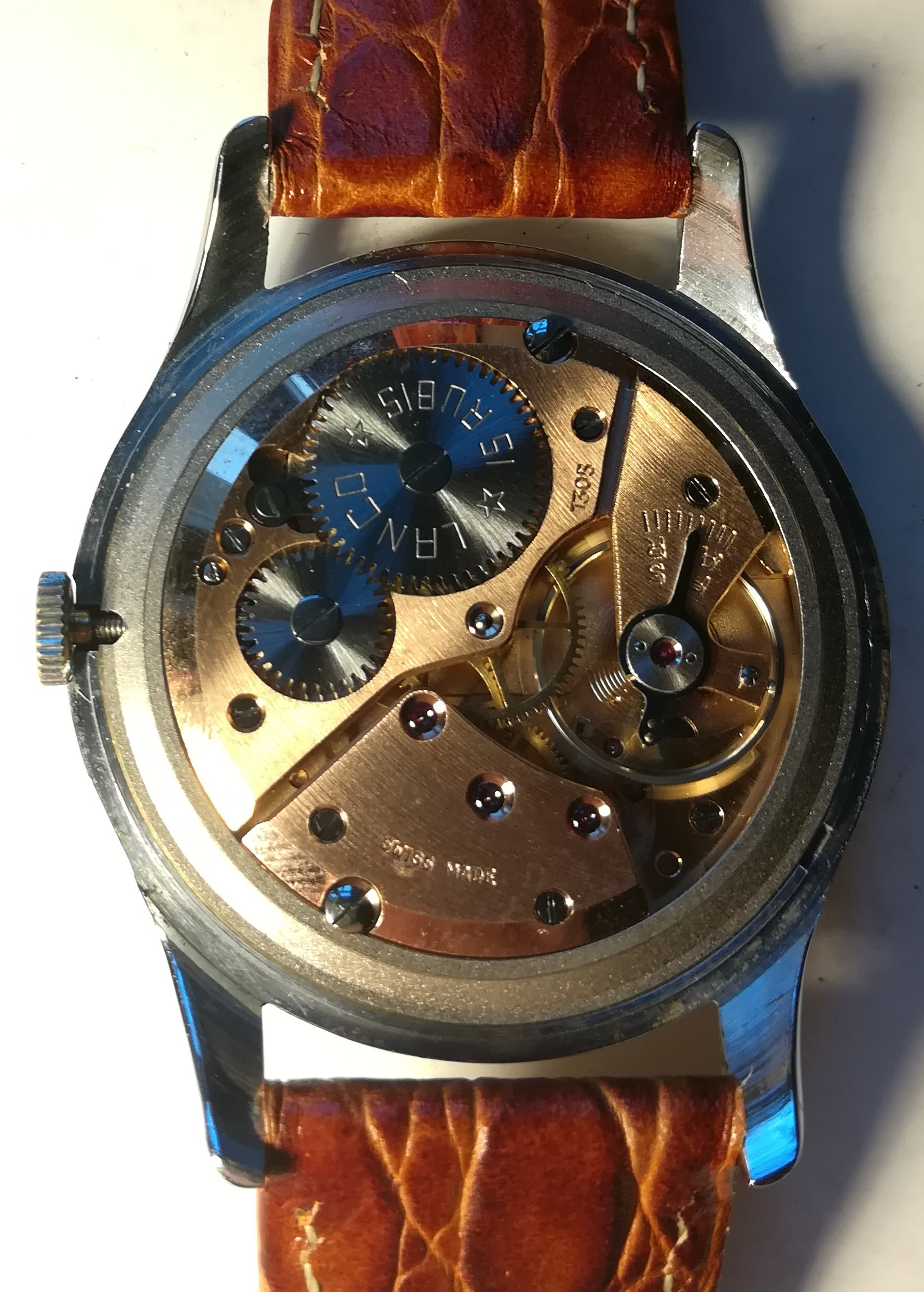
Calibro Langendorf 1305, metà anni Cinquanta

Elevata cura è riscontrabile anche per il meccanismo: nel corso degli anni resta sempre di manifattura e passa dal 1222 al 1305, che porta con sé una certificazione di blando antimagnetismo, un leggero ingrandimento, l’introduzione del dispositivo antishock e un incremento delle alternanze orarie.
Altra caratteristica che metteva in mostra la qualità del segnatempo era la presenza, su alcuni di questi, di lancette o di indici con pasta luminescente al radio: aspetto del quale molti marchi concorrenti erano sprovvisti. La variante Mod.11 “Deluxe” presenta una notevole differenza estetica nel quadrante: quest’ultimo era infatti decorato con guilloché a nido d’ape.
Il Mod. 11, con le sue modifiche, è stato prodotto fino agli inizio del decennio successivo, ma non è stato l’unico segnatempo: troviamo anche il Lanco Matic, con movimento automatico dotato di martelletti. Di questi stessi anni possiamo trovare anche i Lanco Microtecnic, alcuni dei quali caratterizzati da quadranti a losanghe, e altri personalizzati appositamente per l’orologiaio e importatore italiano Sarcar. La particolarità dei quadranti può essere ravvisata anche nei modelli ribattezzati Disco Volante, in cui al centro troviamo una grande decorazione a fiore. Allo stesso modo la Maison propone, nel 1950, anche il Lanco Fon, uno svegliarino mosso dal calibro 1243 sempre di manifattura, con finestrella al 12 che consente di capire se la suoneria è inserita (attraverso la visione di un disco rosso) o se è spenta (il disco è bianco).
Sempre degli anni ’50 è pure il Lanco Sport, nient’altro che un Mod. 11 con caratteristiche di impermeabilità, resistenza agli urti e antimagnetismo. Questo successo ne determina una discreta fortuna anche negli Stati Uniti, dove il marchio arriva sul finire degli anni Cinquanta.
La stessa qualità era riscontrabile anche nei cronografi coevi, che erano alimentati da meccanismi di fornitura Landeron e Valjoux.

### Gli anni Sessanta e l'acquisto da parte di SSIH

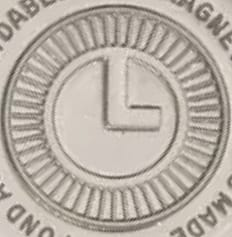
Logo Lanco anni Sessanta

Con il passare degli anni anche il logo della casa cambia: si passa da una stellina, ad una L realizzata in una specie di corsivo, fino ad arrivare ad una L inscritta in una circonferenza, a voler non solo raffigurare l’iniziale del marchio, ma a simboleggiare, in maniera stilizzata, un piccolo orologio: siamo negli anni ’60 e la casa di Langendorf è nota in tutta Europa e anche oltre: acquista una fabbrica negli Stati Uniti per poter commerciare i propri ottimi segnatempo anche oltreoceano. Viene presentato un altro calibro di manifattura, si tratta del 1020, anch'esso montato sui dress watch del periodo, i quali integrano anche il fondello a vite.

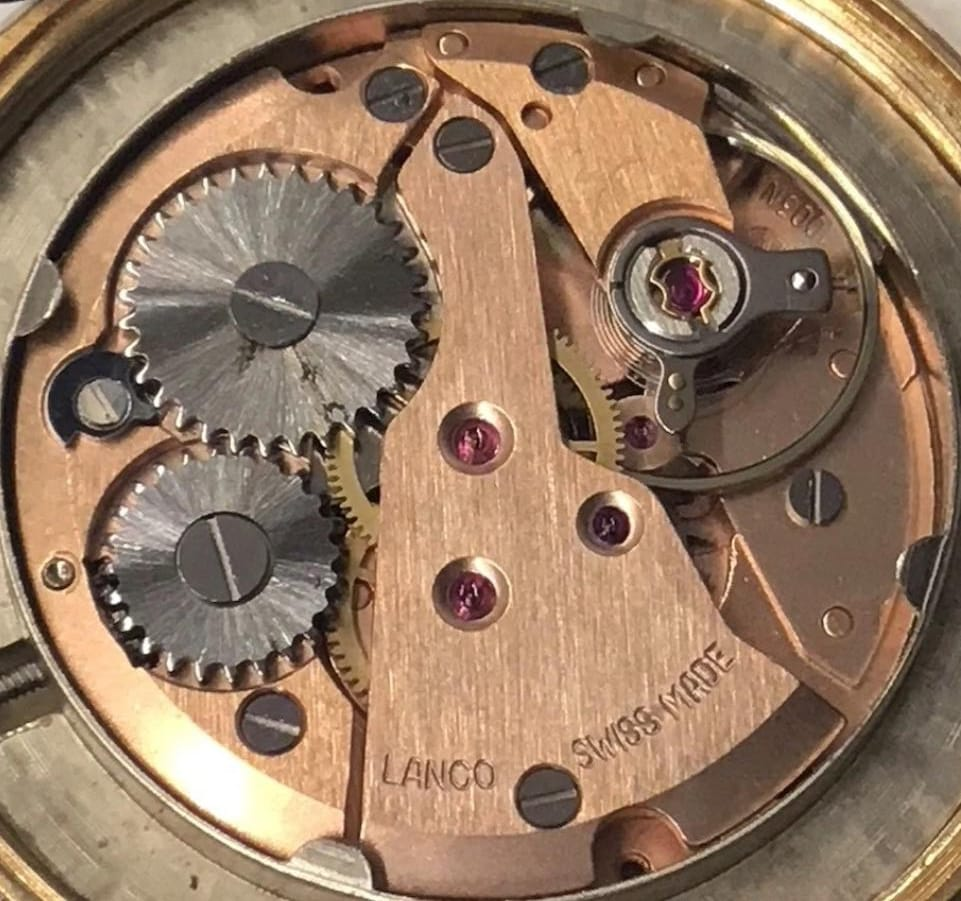
Calibro Langendorf 1003N, fine anni Sessanta

Nel frattempo le esigenze del mercato cambiano: nascono i primi diver, e anche Lanco sta al passo coi tempi: ecco che viene presentato il Barracuda: presentato sia con ghiera girevole esterna o interna, tutte le versioni sono contraddistinte da ottima leggibilità: è oggi il Lanco più ricercato e quello la cui valutazione è più alta, nonché uno degli ultimi a montare un calibro di manifattura, l’1146 a carica automatica con datario a ore 3, fondello a vite con le scritte “garantito a 20 atmosfere, testato a 30”. Il Barracuda è poi stato affiancato dal Seaborn, realizzato sia in versione diver, sia solo water resistant, con casse a cuscino che assecondavano i gusti e le tendenze della fine degli anni Sessanta e l’inizio dei Settanta.
Nel 1964 Lanco si associò al conglomerato "Schweizerischen Gesellschaft für Uhrenindustrie AG" (SGU) e nel 1965 venne acquistata dalla  "Société Suisse pour l'Industrie Horlogère SA" (SSIH, ovvero il gruppo Omega/Tissot), che nel futuro diventò poi Swatch Group dopo essersi fusa con ASUAG. Secondo altre fonti, l'acquisto da parte di SSIH avviene nel 1971. In questo periodo, Lanco monta alcuni movimenti di derivazione Tissot, come il 2481 automatico o la sua versione manuale, il 2451.

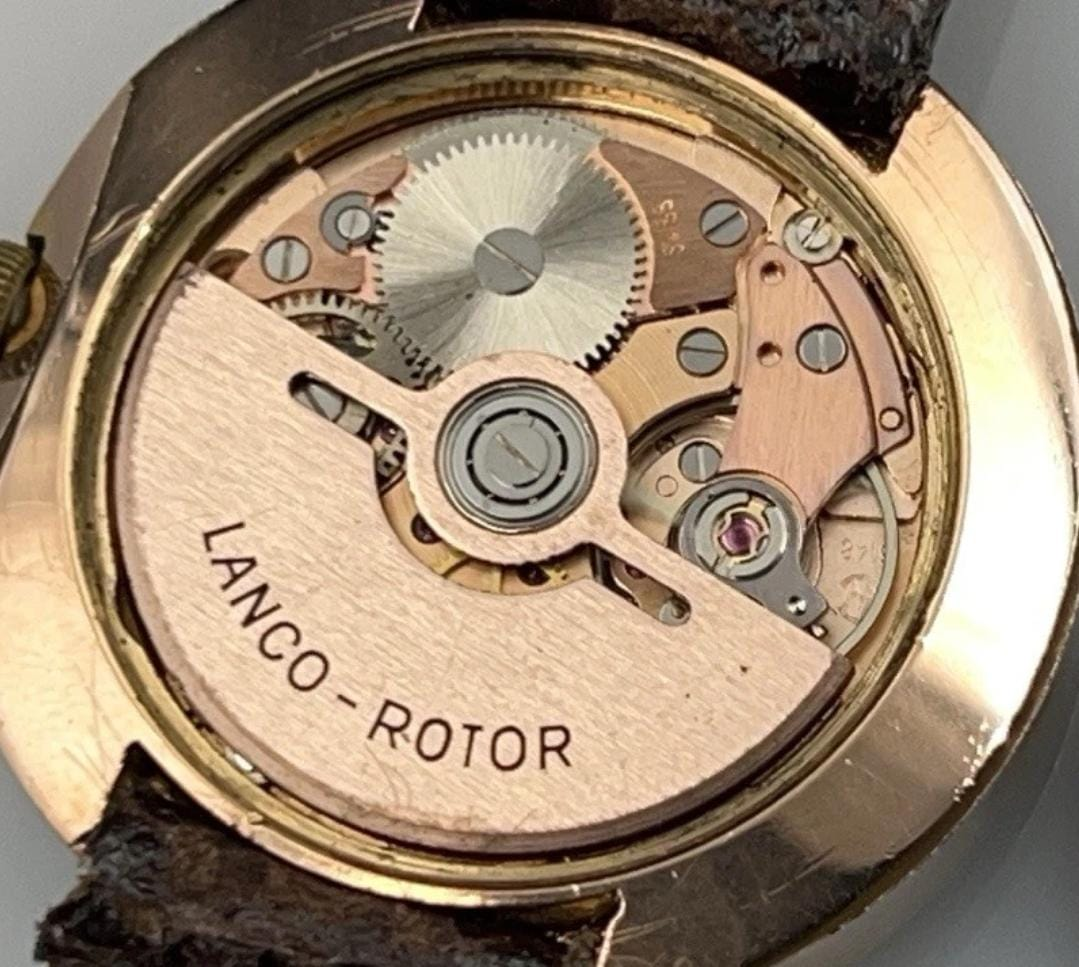
Calibro automatico Langendorf 6148, risalente agli anni Settanta

La qualità della Maison viene ridotta per venire incontro ad esigenze di economia e per poter offrire segnatempo meccanici a prezzi concorrenziali dei nuovi quarzo giapponesi. Un esempio è un cronografo bi-compax che monta un EB 8420 (che affianca altri modelli alimentati da calibri Valjoux come il 7733), mentre per i tre lancette vengono adottati dei movimenti Ronda o AS, come nel caso di alcuni orologi in acciaio con cassa a cuscino, a TV o con bracciale integrato, la cui estetica ricalca le linee gentiane del periodo come il modello diver A61. 
L’influsso del gruppo Omega/Tissot è avvertibile ad esempio nella linea Astrolon, che adotta movimenti in plastica di origine Tissot, come il 2251. In questo decennio le forme si adattano ai gusti del periodo, e si diffondono i cosiddetti “TV dial”, come si può vedere nella collezione Diametronic.
A metà anni ’70 inizia anche la produzione di modelli al quarzo con display LCD, come la referenza 4002. Tutti gli orologi venivano forniti di una scatola in plastica con il nome e il marchio stampato con font e carattere maxi, seguendo la moda di quel periodo.

### 1980: la fine delle attività

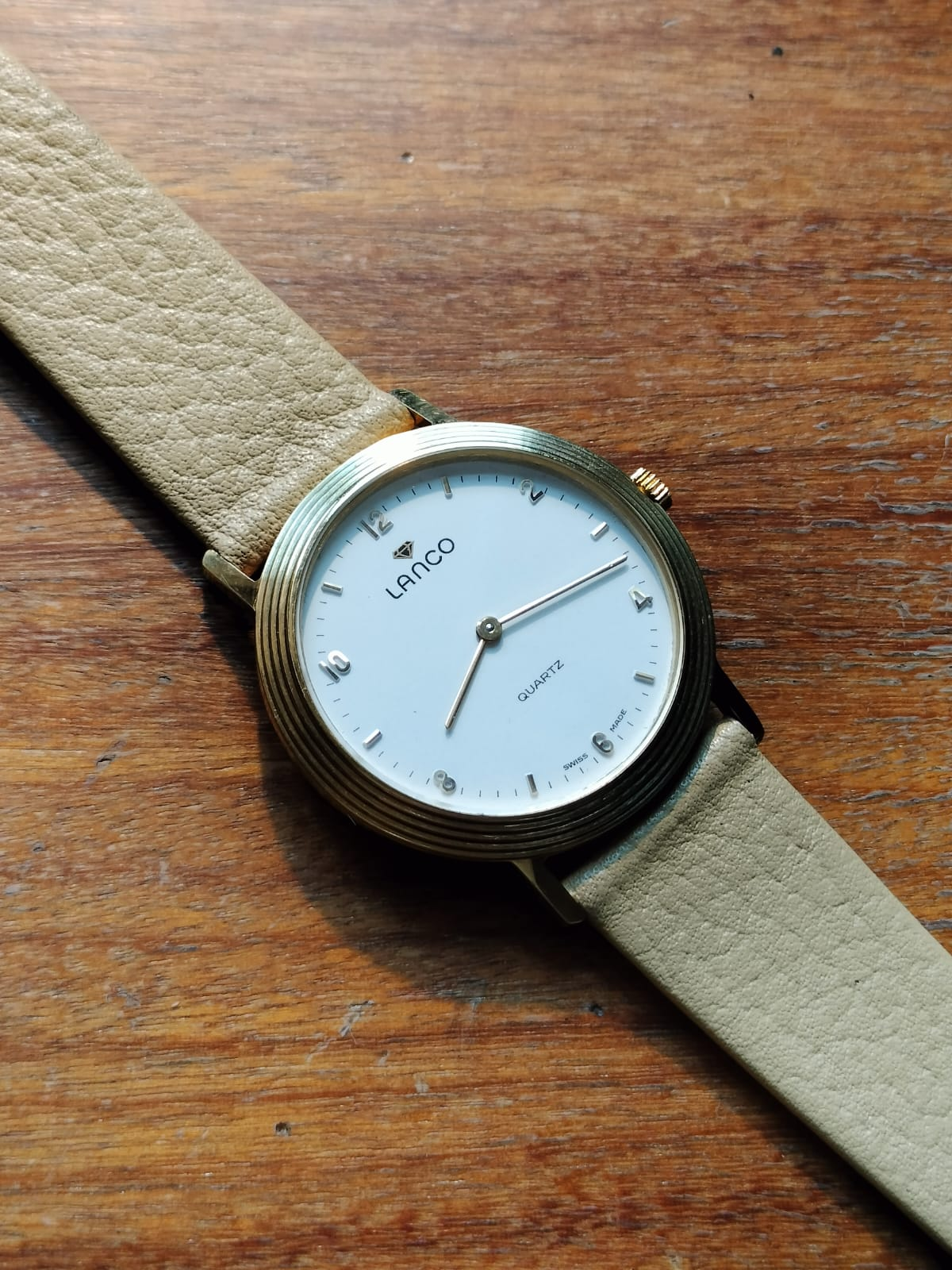
Lanco al quarzo risalente agli anni Ottanta. Sul quadrante presenta l'ultimo logo usato dall'azienda che raffigura un diamante.

Negli anni Ottanta la produzione prosegue e cambia nuovamente il logo, ora raffigurante un diamante. Alcuni segnatempo della collezione riprendono pedissequamente le linee dei Rolex Datejust. Gli orologi vengono ora venduti all'interno di una busta in cartoncino che funge da custodia, sulla quale c’è scritto che Lanco fa parte del gruppo SMH, sorto nel 1983 a seguito della fusione tra ASUAG e SSIH. Di lì a poco però il marchio viene acquistato da un’azienda americana di automazione industriale e assemblaggio, dal nome Lanco Integrated. La produzione di orologi cessò in questo periodo.

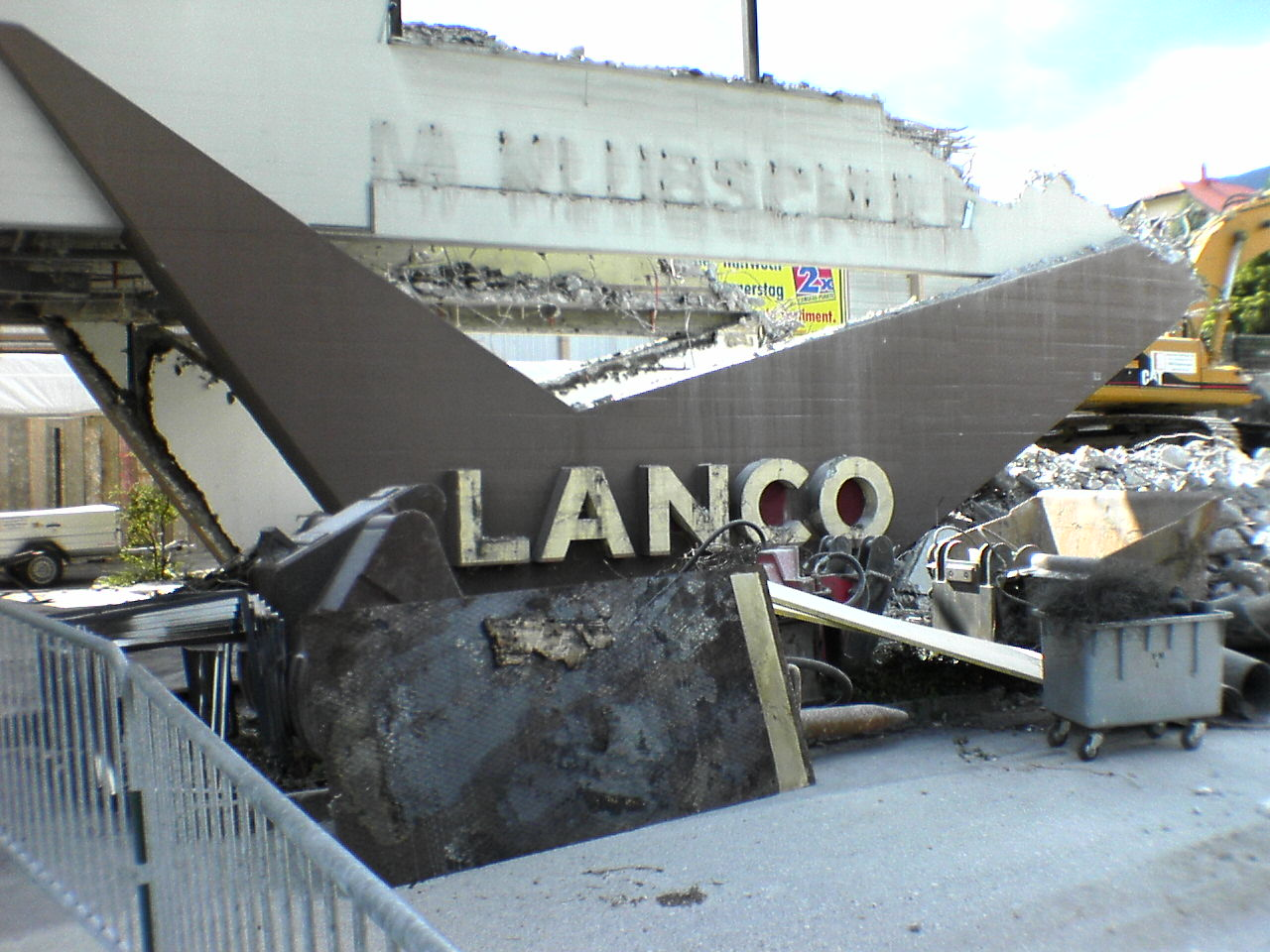
Quando il vecchio edificio della fabbrica originaria venne modernizzato nel 2008, venne scoperto un vecchio logo in cemento della Langendorf Watch Company.